# Abbaye Santa Maria di Palazzolo
L'abbaye Santa Maria di Palazzolo est une abbaye cistercienne située au sud du Latium en Italie. Fondée au Moyen Âge par des ermites, elle est placée en 1237 par les papes dans le giron de l'ordre cistercien, mais la mise en place de la commende au XIVe siècle marque le début d'une crise profonde qui amène au départ des cisterciens.
Ceux-ci sont remplacés par les Chartreux qui restent moins d'un siècle, puis par les Frères mineurs de l'Observance. Au XVIIe siècle, de grands travaux sont menés dans le monastère devenu couvent, avant que celui-ci ne soit pillé par les troupes napoléoniennes. Par la suite, les bâtiments sont rachetés successivement par le royaume du Portugal puis par le collège anglais de Rome, qui l'utilise comme maison d'accueil spirituel.

## Localisation
L'abbaye est située sur la rive orientale du lac d'Albano, au milieu d'un massif boisé.

## Histoire

### Époque pré-monastique et toponymie
Le nom de Palazzola viendrait de Palatiolus. Ce dernier nom latin aurait désigné une colonie de l'époque romaine, dont a subsisté une tombe rupestre datée du IIe siècle av. J.-C. L'hypothèse préférentielle est que cette colonie se résumait à une villa, mais d'autres possibilités ont été examinées, notamment la possibilité d'un temple dédié à un culte du Soleil et de la Lune.
Le site de Palazzolo a probablement accueilli le camp d'Hannibal Barca lors de la deuxième guerre punique. Il est en outre le lieu d'inhumation de Cnaeus Cornelius Scipio Hispallus, dont la massive pierre tombale.

### Fondation
À une date inconnue au Haut Moyen Âge, une petite église est érigée par l'abbaye San Saba ; en 1204 elle est confiée à un groupe d'ermites qui choisissent de se rassembler et sont placés par Honorius III sous la règle de saint Augustin. En 1237, cette communauté est finalement rattachée par Grégoire IX à l'ordre cistercien et affiliée à Tre Fontane. Le 19 janvier 1244, Palazzolo est érigée en abbaye de plein droit par Innocent IV.

### La commende et les changements de communauté
La commende est mise en place au XIVe siècle ; le déclin de l'abbaye est rapide et, dès la fin de ce siècle, les cisterciens abandonnent Palazzolo. Ils sont remplacés par les Chartreux sur proposition de Boniface VIII. En 1458, ces derniers quittent à leur tour l'abbaye, dans laquelle s'établissent alors les Frères mineurs de l'Observance.
Au début du XVIIe siècle, l'abbé commendataire, qui est alors l'évêque de Porto, fait reconstruire le monastère, mais en conservant le style médiéval de l'église. Les travaux, réalisés de 1735 à 1738, complètent la façade par deux clochers encadrant le porche, le premier abritant l'horloge et le second trois cloches. Ces clochers sont détruits par la suite,.

### Après l'abbaye
Durant la campagne d'Italie, le monastère est pillé, tout le mobilier étant volé par l'armée française comme butin de guerre pour être revendu. En 1870, les bâtiments sont achetés par le royaume du Portugal, et le site devient de fait un protectorat portugais jusqu'en 1910. Depuis le XXe siècle, durant lequel ils ont été restaurés, les bâtiments de l'abbaye appartient au collège anglais de Rome, qui y organisent des retraites et en particulier les exercices spirituels,.

## Architecture
L'histoire complexe du complexe monastique a légué une architecture pour parties gothique et baroque.

### Église abbatiale
Le portique d'entrée reflète les canons de l'art cistercien, rappelant notamment ceux des églises de Tre Fontane et de San Giorgio in Velabro. Le haut de la façade est sobre, avec un toit à pignon, une rosace gothique surplombant deux lancettes. À la suite des pillages napoléoniens, la façade est largement reprise, avec la mise en place de bandes alternées de marbre de Carrare et de pépérin.

La façade de l'église
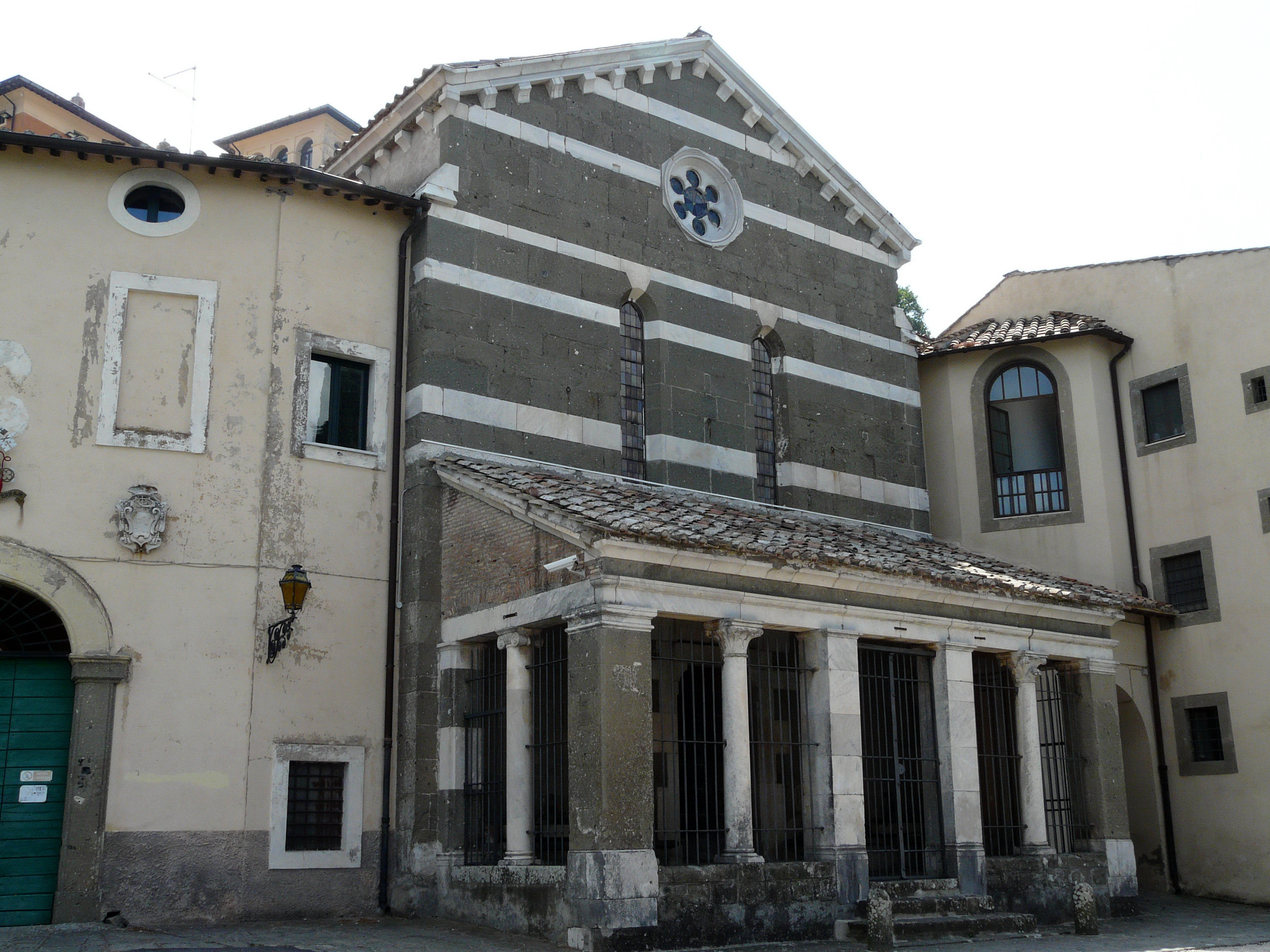
La façade actuelle de l'église, avec son alternance de bandes claires et sombres.
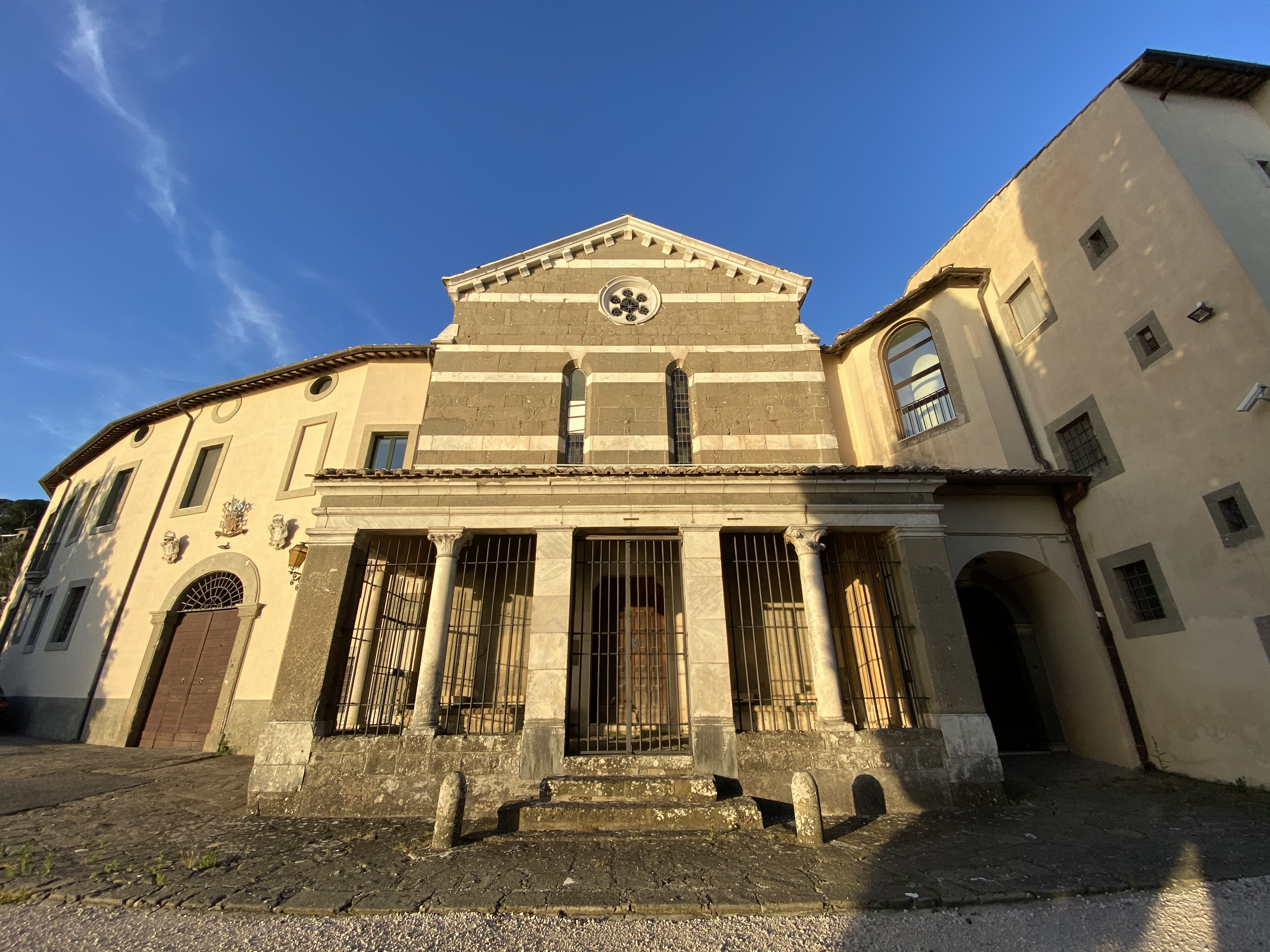
La façade vue de face en 2020.
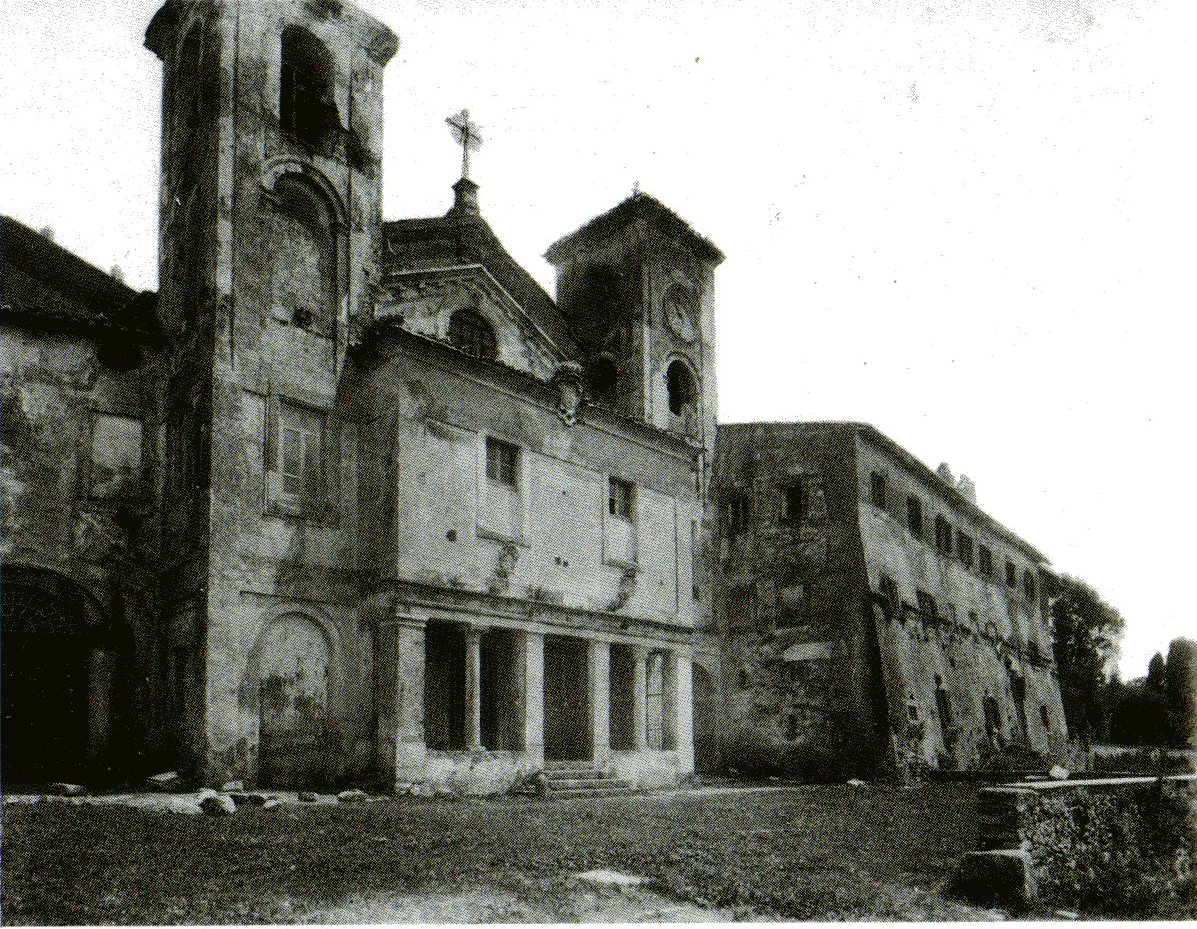
La façade en 1915, avec les deux clochers détruits depuis.

À l'intérieur, l'église est à nef unique, voûtée en croisée d'ogives ; elle rappelle le style de la chartreuse de Trisulti. Deux chapelles latérales préexistaient de part et d'autre de la nef, dédiées respectivement à la Vierge à l'Enfant et à Jacques de la Marche, mais celles-ci ont été détruites lors des travaux de 1773.